# Janischewskyidae
De Janischewskyidae zijn een familie van uitgestorven kreeftachtigen uit de klasse van de Ostracoda (mosselkreeftjes).

## Geslacht
- Janischewskya Batalina, 1926 †